# Kirwin (Kansas)
Pour les articles homonymes, voir Kirwin.
Kirwin est une ville américaine située dans le comté de Phillips, au Kansas. Selon le recensement de 2020, sa population est de 139 habitants.